# Olijfkeelaratinga
De olijfkeelaratinga (Eupsittula nana; synoniem: Aratinga nana) is een vogel uit de familie Psittacidae (papegaaien van Afrika en de Nieuwe Wereld).

## Verspreiding en leefgebied
Deze soort komt voor van Mexico tot westelijk Panama en op Jamaica. Deze soort telt drie ondersoorten:
- E. n. vicinalis: noordoostelijk Mexico.
- E. n. astec: van zuidoostelijk Mexico tot westelijk Panama.
- E. n. nana: Jamaica.

## Status
De olijfkeelaratinga is op de lijst van de IUCN gesplitst in twee verschillende soorten: E. nana en E. astec. De grootte van de populatie van E. nana op Jamaica wordt geschat op 10.000-20.000 volwassen vogels en die van E. astec/vicinalis op het vasteland op 0,5-5 miljoen volwassen vogels. Op de Rode lijst van de IUCN heeft E. nana de status gevoelig en E. astec de status niet bedreigd.